# 浅成岩
浅成岩 （英語：subvolcanic rock），也稱為次深成岩 (hypabyssal rock)，是一種侵入性火成岩，噴出於地壳內的中等或较浅深度(<2 km)，矿物具有中等结晶粒度（幾顆中等结晶粒度就可？）。常为斑岩纹理。岩石学中（請注明是否只能在書中看到？），常见为辉绿岩(粗玄岩)。浅成岩包括辉绿岩（亦稱為閃長岩）及斑岩。常見的浅成岩有斜長岩、石英閃長岩(quartz-dolerite)、微花崗岩及閃長岩。